# بخش رایزن
بخش رایزن (به انگلیسی: Raisen district) یک منطقهٔ مسکونی در هند است که در Bhopal division واقع شده‌است. بخش رایزن ۸٬۳۹۹ کیلومتر مربع مساحت و ۱٬۳۳۱٬۵۹۷ نفر جمعیت دارد.